# Дерзсковская
Дерзсковска́я — деревня в Шатурском муниципальном районе Московской области. Входит в состав Дмитровского сельского поселения. Население — 126 чел. (2010).

## Расположение
Деревня Дерзсковская расположена в южной части Шатурского района, на 145 км Егорьевского шоссе. Расстояние до МКАД порядка 153 км, высота над уровнем моря 120 м.

## Название
Исторические и бывшие варианты написания названия деревни — Новодерсковы (Ново Дерсковая), Дерсковая, Дересковая.

## История
Впервые деревня упоминается в писцовой Владимирской книге В. Кропоткина 1637—1648 гг. как деревня Новодерсковы (Ново Дерсковая) Ильмянской кромины волости Муромское сельцо Владимирского уезда Замосковного края Московского царства. Деревня принадлежала Богдану Петровичу Тушину.
Последней владелицей деревни перед отменой крепостного права была статская советница Олиф Софья Сергеевна.
После отмены крепостного права деревня вошла в состав Дерсковой волости, став её административным центром.
В советское время деревня входила в Бородинский сельсовет.

## Население
| 1859 | 1868 | 1885 | 1905 | 1970 | 1993 |
| ---- | ---- | ---- | ---- | ---- | ---- |
| 344  | ↗358 | ↗489 | ↗532 | ↘117 | ↘73  |
| 2002 | 2006 | 2010 |      |      |      |
| ↗118 | ↘108 | ↗126 |      |      |      |

## Галерея
- Дорожный указатель на деревню
- Остановка Дерзсковская
- Библиотека
- Сельский клуб
- АЗС около деревни